# Beta Pictoris
Beta Pictoris (β Pic, β Pictoris, Beta Pictoris) è una stella nella costellazione del Pittore. Il nome della stella segue la convenzione della nomenclatura di Bayer, essendo priva di un nome tradizionale, e con una magnitudine di +3,86, è la seconda stella più brillante della sua costellazione, dopo Alfa Pictoris. La sua distanza dal sistema solare, calcolata dalle misure del satellite Hipparcos, è pari a 63,4 anni luce.
Beta Pictoris è una giovane stella bianca di sequenza principale di classe spettrale A6V, con un'età stimata non superiore ai 20 milioni di anni. Ha una luminosità nove volte quella del Sole ed una temperatura superficiale di 8050 K, mentre massa e raggio sono del 75% circa superiori a quelli del Sole. Fa parte dell'Associazione di Beta Pictoris, a cui dà il nome, un giovane gruppo di stelle con un moto comune nello spazio e la medesima origine.
La stella mostra un eccesso di emissione infrarossa rispetto alle altre stelle della sua classe, causata dalla grande quantità di polveri e gas presente attorno ad essa. Osservazioni dettagliate hanno rivelato la presenza di un grande disco circumstellare, considerato generalmente un disco protoplanetario; fu il primo disco circumstellare ad essere osservato attorno ad un'altra stella. Oltre alla presenza di cinture di planetesimi e di attività cometaria vi sono indicazioni della presenza di pianeti all'interno del disco di polveri, e che il processo stesso di formazione planetaria sia ancora in corso.
Nel novembre 2008, l'ESO ha annunciato la presenza di un pianeta gigante sulla base di osservazioni compiute nell'infrarosso con il telescopio VLT nel 2003. Il pianeta, Beta Pictoris b, è il più vicino alla sua stella che sia mai stato fotografato direttamente: la distanza dalla stella (8 UA) è un po' meno di quella che divide Saturno dal Sole. Un secondo pianeta, anch'esso gigante gassoso, è stato scoperto nel 2019, Beta Pictoris c.
All'interno del suo sistema sono state scoperte 30 comete.

## Osservazione
β Pictoris si trova nell'emisfero australe, ad una declinazione di −51° 05' (all'epoca J2000.0); è teoricamente visibile sull'orizzonte meridionale nei mesi invernali anche dalle isole siciliane di Linosa e Lampedusa, o dalla costa africana del Mediterraneo, oltre che dagli stati meridionali degli Stati Uniti, anche se da quelle aree geografiche la sua posizione è estremamente bassa sull'orizzonte e la sua visibilità piuttosto difficoltosa. Da località come Melbourne, in Australia, o Wellington, in Nuova Zelanda, si presenta invece circumpolare, e domina i cieli notturni dell'estate australe.

β indica la posizione della stella nella costellazione del Pittore.

Con una magnitudine apparente di 3,86, non è una stella particolarmente appariscente in cielo; la si può comunque osservare anche dai piccoli centri urbani, a patto che non siano affetti da un eccessivo inquinamento luminoso. La sua ricerca in cielo è facilitata dalla relativa vicinanza a Canopo, la seconda stella più brillante del cielo notturno, rispetto alla quale si trova pochi gradi a nord-ovest. La sua grande lontananza dall'eclittica fa però in modo che gli oggetti brillanti del sistema solare si trovino sempre lontani, sulla volta celeste, dalla stella.
Il periodo migliore per la sua osservazione ricade nei mesi dell'estate australe, da novembre ad aprile, mentre nella fascia tropicale boreale la sua osservazione è limitata ai mesi dell'inverno boreale.

## Moti spaziali
La distanza di β Pictoris e di molte altre stelle è stata misurata dal satellite Hipparcos, usando il metodo della parallasse trigonometrica: per Beta Pictoris la parallasse è stata misurata in 51,87 milliarcosecondi, poi corretta a 51,44 mas quando i dati sono stati analizzati nuovamente tenendo in considerazione alcuni errori sistematici. Questo valore corrisponde ad una distanza di 63,4 ± 0,1 anni luce dalla Terra. Hipparcos ha anche misurato il moto proprio nel cielo di β Pictoris, che si muove verso est di 4,65 mas all'anno, e verso nord ad una velocità di 83,10 milliarcosecondi all'anno.
La velocità radiale di una stella indica invece se si sta avvicinando o allontanando rispetto al Sole, e viene misurata attraverso l'effetto Doppler; nel caso di β Pictoris la velocità radiale di è di circa +20 km/s, dove il segno positivo indica che la stella si sta allontanando dal sistema solare. Molte altre stelle condividono lo stesso movimento nello spazio, perché condividono le stesse origini e la stessa nube di gas dalla quale si sono formate, come ad esempio le altre stelle che fanno parte dell'Associazione di Beta Pictoris.

## Proprietà fisiche

### Luminosità e variabilità
Beta Pictoris è una stella bianca di sequenza principale di tipo spettrale A6V, con una temperatura superficiale di 8052 K. Essendo una stella di classe A, come Sirio e Vega, Beta Pictoris è più luminosa del Sole; combinando la magnitudine apparente di 3,861 con la distanza di 19,44 parsec si ottiene una magnitudine assoluta pari a 2,42, contro la magnitudine assoluta del Sole che è di 4,83. Ciò corrisponde ad una luminosità nel visibile 9,2 volte superiore a quella del Sole.
Nel 2003, il monitoraggio fotometrico della stella ha rivelato variazioni di luminosità di 1-2 millesimi di magnitudine, in periodi di circa 30 e 40 minuti. Anche alcuni studi sulla velocità radiale di Beta Pictoris hanno rivelato una variabilità: esistono pulsazioni con due periodi, uno di 30,4 minuti e uno di 36,9 minuti. Per queste piccole variazioni la stella è classificata come variabile Delta Scuti.

### Massa, raggio e rotazione
Sulla base dei modelli evolutivi stellari e delle proprietà della stella ricavabili dalle osservazioni la massa di Beta Pictoris è stimata essere compresa tra 1,7 e 1,8 volte quella del Sole. Il diametro angolare della stella è stato misurato utilizzando l'interferometro del Very Large Telescope ed è risultato essere 0,84 mas, mentre con lo stesso strumento De Folco et al. nel 2004 hanno misurato un diametro angolare pari a 0,849 ± 0,060 mas. La combinazione di questo valore con la distanza di 63,4 luce anni calcolata da Hipparcos dà come risultato un raggio del 77% superiore a quello del Sole.
La velocità di rotazione di Beta Pictoris è stata misurata essere di almeno 130 km/s. Poiché questo valore viene determinato misurando la velocità radiale, questo è un limite inferiore della velocità di rotazione: il valore misurato è infatti sin v (i), dove i rappresenta l'inclinazione dell'asse di rotazione della stella rispetto alla linea di vista nella direzione della Terra. Nell'ipotesi in cui il piano equatoriale di Beta Pictoris sia visto dalla Terra di taglio, il periodo di rotazione sarebbe circa 16 ore, che è significativamente inferiore a quello del Sole (609,12 ore).

### Età e formazione
La presenza di notevoli quantità di polvere attorno alla stella suggerisce che il sistema sia piuttosto giovane. Si è anche discusso se considerare Beta Pictoris già di sequenza principale oppure ancora una stella di pre-sequenza principale. Quando la distanza della stella fu misurata da Hipparcos gli astronomi si accorsero che Beta Pictoris si trovava più lontano di quanto si pensava, e quindi in realtà era più luminosa di quello che si riteneva in precedenza. Prendendo in considerazione i dati di Hipparcos, si è constatato che Beta Pictoris è situata vicino all'età zero della sequenza principale e non era più una stella pre-sequenza.
Beta Pictoris fa parte del gruppo che porta il suo nome, l'Associazione di Beta Pictoris, e l'analisi delle altre stelle del gruppo suggerisce che esse abbiano un'età di circa 12 milioni di anni. Tenendo conto di un certo margine d'incertezza, l'età di Beta Pictoris può essere compresa tra 8 e 20 milioni di anni.
Beta Pictoris potrebbe essersi formata nei pressi del Associazione Scorpius-Centaurus. Il collasso della nube di gas che ha portato alla formazione di Beta Pictoris potrebbe essere stato innescato dall'onda d'urto di una supernova: la stella che è esplosa in supernova potrebbe essere stata una ex compagna di HIP 46950, che attualmente è una stella fuggitiva. Tracciando il percorso di HIP 46950 al contrario risulta che essa sarebbe stata nelle vicinanze dell'associazione Scorpius-Centaurus circa 13 milioni di anni fa.

## Sistema planetario

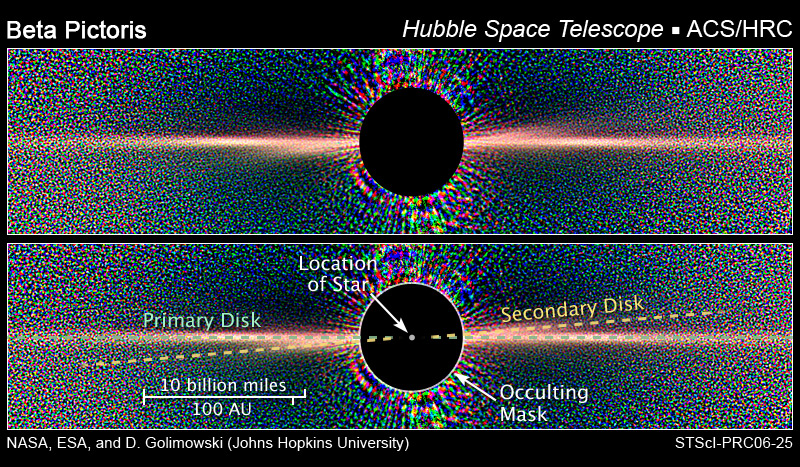
Immagine del Telescopio Spaziale Hubble che mostra il disco di polveri di Beta Pictoris.

### Disco circumstellare
Un eccesso di radiazione infrarossa da Beta Pictoris è stata rilevata dalla sonda IRAS nel 1983. Assieme a Vega, Fomalhaut e Epsilon Eridani, è stata una delle prime quattro stelle in cui è stato rilevato un eccesso nell'infrarosso. L'ipotesi è stata comprovata nel 1984, quando Beta Pictoris divenne la prima stella attorno alla quale sia stato osservato direttamente un disco circumstellare.
Il disco di detriti intorno a Beta Pictoris è visto di taglio dalla Terra, ed è asimmetrico: in direzione nord-est, è stato osservato a 1835 UA dalla stella, mentre in direzione sud-ovest a 1450 UA di distanza da Beta Pictoris.
Nel 2006, osservazioni con il telescopio spaziale Hubble hanno rivelato la presenza di un disco di polveri secondario che si estende fino a 130 UA dalla stella, inclinato di 5° rispetto al primario. Gli astronomi ipotizzano che il disco secondario potrebbe essersi formato a causa di un pianeta massiccio in un'orbita inclinata rispetto al disco principale. Il pianeta avrebbe tolto materia dal disco primario, facendola confluire in un'orbita allineata con lo stesso pianeta.
Nel 2011 per la prima volta il disco attorno a Beta Pictoris è stato osservato da un astronomo dilettante, il neozelandese Rolf Olsen, che catturò l'immagine con un riflettore newtoniano da 10 pollici e una webcam modificata.

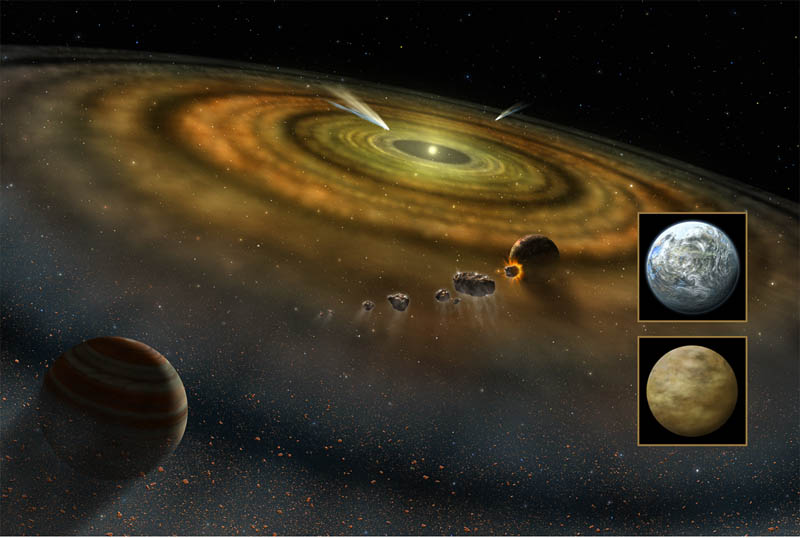
Rappresentazione artistica del sistema di Beta Pictoris (NASA).

Osservazioni effettuate nel 2004 hanno evidenziato la presenza di un anello di materia interno contenente silicati ad una distanza di 6,4 UA dalla stella. Materia a base di silicati è stata rilevata anche ad una distanza compresa fra 16 e 30 UA dalla stella. La mancanza di materia tra le 6,4 e le 16 UA può essere un'indicazione di un pianeta massiccio in orbita in questa regione.

### Cinture di planetesimi
Nel 2003, osservazioni della regione interna del sistema di Beta Pictoris con il telescopio Keck hanno rivelato la presenza di anelli di materia. Sono stati rilevati anelli di materia a circa 14, 28, 52 e 82 UA dalla stella, con un piano inclinato rispetto al disco di detriti principale.
La forma del disco di polvere a 100 UA dalla stella suggerisce che i grani di polvere in questa regione potrebbero essere prodotti da una serie di collisioni di planetesimi con raggi di circa 180 chilometri. Dopo l'urto iniziale, i detriti subiscono ulteriori collisioni in un processo chiamato cascata collisionale. Processi simili sono stati ipotizzati nei dischi di polveri attorno a Fomalhaut e AU Microscopii.
Lo spettro di Beta Pictoris mostra una forte variabilità a breve termine che si pensa sia causata da materiale in caduta verso la stella. È stato suggerito che questa materia deriva da piccole comete poste in orbite prossime alla stella, ad una distanza tale dove esse iniziano a evaporare. Si pensa comunque che i corpi in caduta siano probabilmente composti da polvere mista e un nucleo di ghiaccio, con una crosta di materiale refrattario, e non completamente ghiacciati come le comete. Questi oggetti potrebbero essere stati perturbati dall'influenza gravitazionale di un pianeta in orbita leggermente eccentrica intorno a Beta Pictoris, ad una distanza di circa 10 UA dalla stella.

### Pianeta b
La presenza di un pianeta gigante, probabilmente responsabile delle anomalie osservate nella forma del disco di polveri, è stata confermata usando il telescopio VLT, con il quale il pianeta è stato osservato direttamente nel 2009. I risultati della scoperta sono stati esposti in uno studio pubblicato nel 2010. Se questo pianeta fosse nel sistema solare orbiterebbe più o meno alla distanza di Saturno. Si tratta dell'esopianeta più vicino alla propria stella di cui sia disponibile un'immagine diretta.

#### Scoperta

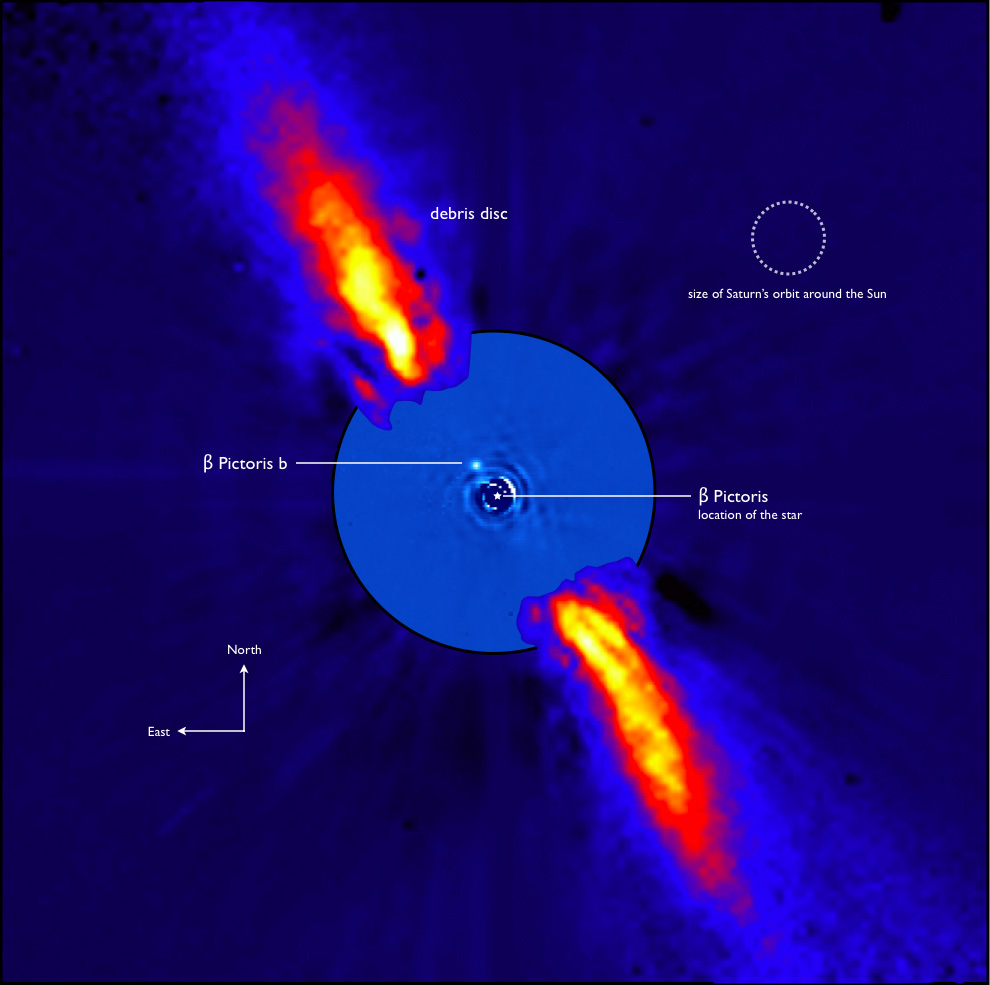
Immagine nell'infrarosso del sistema di Beta Pictoris dove è visibile il pianeta (ESO).

Il metodo della velocità radiale usato per scoprire la maggior parte dei pianeti extrasolari non è molto adatto allo studio di stelle di tipo A come Beta Pictoris, e la sua giovane età rende lo studio ancor più difficoltoso. Nel caso di Beta Pictoris, questo metodo è sufficiente solo a escludere pianeti gioviani caldi con oltre 2 volte la massa di Giove a una distanza inferiore a 0,05 UA dalla stella. I pianeti in orbita attorno a 1 UA di distanza con meno di 9 masse gioviane non avrebbero effetti rilevanti sulla velocità radiale della stella. Quindi, per trovare pianeti nel sistema di Beta Pictoris, gli astronomi hanno cercato gli effetti che il pianeta provoca all'ambiente circumstellare. Lo spazio compreso tra le due cinture di planetesimi a 6,4 e 16 UA appare sgombro di materiale, e questo suggerisce la presenza di un pianeta massiccio a circa 10 UA di distanza dalla stella. Un pianeta a quella distanza spiegherebbe anche la caduta dei corpi che evaporano a breve distanza da Beta Pictoris, così come spiegherebbe l'inclinazione orbitale degli anelli di materia del disco circumstellare interno.
Il pianeta scoperto e osservato direttamente non può però da solo spiegare la struttura delle cinture di planetesimi a 30 e 52 UA dalla stella. Queste cinture potrebbero essere correlate a pianeti più piccoli posti a 25 e 44 UA di distanza, aventi una massa rispettivamente di circa 0,5 e 0,1 volte quella di Giove. È anche possibile che gli anelli del disco esterno a 500-800 UA siano indirettamente influenzati dalla presenza di questi presunti pianeti.
Beta Pictoris b è stato osservato a una distanza angolare di 411 mas dalla stella, che corrispondono ad una distanza reale di 8 UA circa. Secondo i modelli teorici di evoluzione planetaria, si prevede che il pianeta sia di circa 8 masse gioviane, ancora in raffreddamento dopo la sua formazione, con una temperatura compresa tra 1400-1600 K.
Il semiasse maggiore dell'orbita del pianeta è 8-9 UA e il suo periodo orbitale è di 17-21 anni. Un transito del pianeta sarebbe stato osservato nel 1981: se effettivamente quello fu un vero transito planetario, il raggio del pianeta sarebbe stimabile in 2-4 volte quello di Giove, superiore ai modelli previsti dagli scienziati. Questo potrebbe indicare che il pianeta è circondato da un grande sistema di anelli o da un luna in formazione.
Osservazioni al Very Large Telescope (VLT) compiute nel 2014 da un team di astronomi olandesi hanno permesso, per la prima volta, di determinare il periodo di rotazione di un pianeta extrasolare: Beta Pictoris b ruota su stesso in un periodo di sole otto ore, più veloce rispetto a qualsiasi pianeta del sistema solare. La velocità all'equatore del pianeta è di circa 100 000 chilometri all'ora. Questo risultato tuttavia conferma, a grandi linee, ciò che avviene nel sistema solare, cioè che i pianti massicci ruotano su sé stessi più rapidamente dei pianeti meno massicci.
Un secondo pianeta, un gigante gassoso di massa otto o nove volte quella di Giove e con orbita di circa 1200 giorni, è stato scoperto nel 2019 studiando i dati ottenuti con lo spettrografo HARPS presso l'ESO. Orbita più internamente del pianeta b, in un periodo di 3,35 anni, il suo raggio è stato stimato in 1,2 rJ e la sua temperatura in 1250±50 K.
Sotto, un prospetto del sistema di Beta Pictoris:
| Pianeta             | Tipo            | Massa              | Raggio  | Periodo orb. | Sem. maggiore  | Eccentricità | Incl. orbita |
| ------------------- | --------------- | ------------------ | ------- | ------------ | -------------- | ------------ | ------------ |
| c                   | Gigante gassoso | 8,89±0,75 MJ       | 1,2 rJ  | 3,36 anni    | 2,68 UA        | 0,32         | 89,95°       |
| Cintura asteroidale | —               | —                  |         | —            | 6,4 UA         | —            | ~89°         |
| b                   | Gigante gassoso | 11,9+2,93 −3,04 MJ | 1,65 rJ | 21,1 anni    | 9,93±3 UA      | 0,103        | 89°          |
| Cintura secondaria  |                 | —                  | —       | —            | 30-130 UA      | —            | 89 ± 1°      |
| Disco esterno       |                 | —                  | —       | —            | fino a 1835 UA | —            | 89 ± 1°      |